# Aerophile (entreprise)
Pour les articles homonymes, voir Aérophile.
Aerophile SAS est une entreprise française spécialisée dans le développement et l'exploitation de ballons captifs. Depuis sa création en 1993, l'entreprise installe des ballons qui sont utilisés à des fins publicitaire et touristique.
L'entreprise a réalisé le ballon captif de la vasque olympique des Jeux olympiques d'été de 2024.

## Histoire
Jérôme Giacomoni et Matthieu Gobbi, polytechniciens et ingénieurs de l'École nationale des ponts et chaussées, créent Aerophile en 1993.
En 1994, le premier ballon prend son envol à Chantilly (France).
En 1999, trois nouveaux ballons sont installés en France, dont le ballon de Paris dans le parc André-Citroën.
En 2005, un nouveau prototype de ballon captif est conçu par l'entreprise, le PanoraMagique, lancé la même année. Puis en 2007, pour les centres commerciaux, l'Aerophare. Le premier est installé sur le parking du centre commercial Évry 2 dans l'Essonne. La même année, l'entreprise déploie son premier ballon aux États-Unis, à Orange County Great Park, près de Los Angeles.
En 2008, lancement du Ballon de Paris, en partenariat avec le CNRS, pour calculer en temps réel la qualité de l'air dans la capitale.

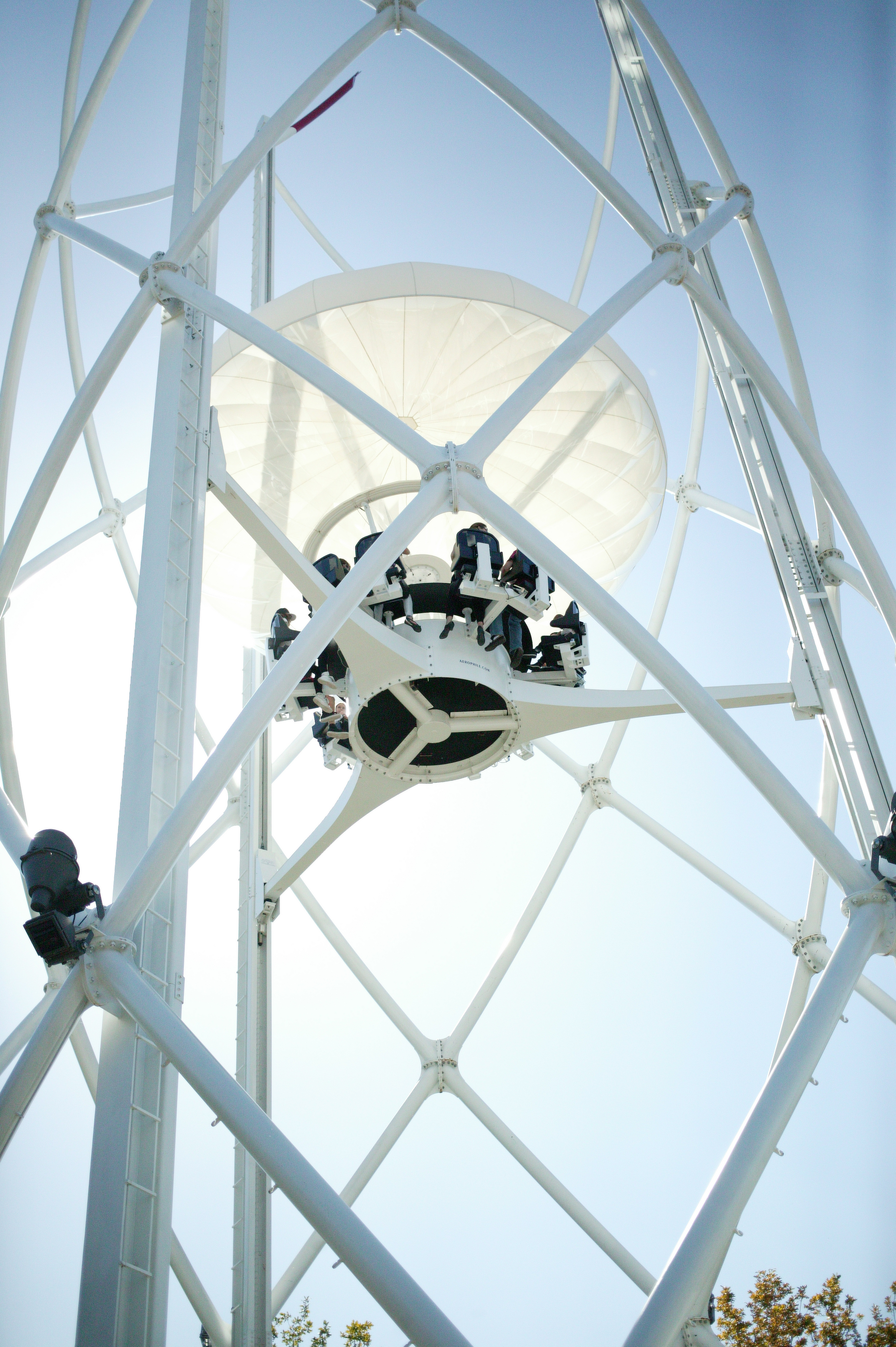
LAerobar du Futuroscope.

En 2009, un ballon captif d'Aerophile est mis en place aux États-Unis à Walt Disney World Resort, en Floride.
En 2013, l'Aerobar, un bar aérien est installé au Futuroscope,. La même année reprend l'exploitation du ballon du zoo de San Diego. Ce ballon a aussi une vocation scientifique et pédagogique via sa mesure de la qualité de l'air.
En 2014, l'entreprise inaugure un parc d’attraction s'inspirant de l'œuvre d'Antoine de Saint-Exupéry, le parc du Petit Prince, en Alsace.
En 2018, Aerophile démarre un projet de recherche et développementpour un nouveau système de purification de l'air extérieur, inspiré d'observations scientifiques menées au Ballon de Paris. C’est aussi la reprise d'un ballon situé à proximité des temples d'Angkor au Cambodge.
En 2021, le purificateur d'air Para-PM, conçu pour capturer les particules fines dans les espaces extérieurs ou semi-ouverts, est commercialisé. Ce système a notamment été installé au Village Olympique des JO de Paris 2024, sous forme d'ombrières dépolluantes,.
En 2022, le premier Aerobar des États-Unis est installé à Las Vegas, suivi d'un 2e à Biloxi, Mississippi, en 2023.
En 2024, pour les Jeux Olympiques d'été de Paris, l'entreprise a conçu et fabriqué cinq purificateurs d'air en forme de soucoupes volantes installés entre le village olympique et l'autoroute A86 pour filtrer les particules fines polluantes, et le ballon de la vasque olympique de Paris, installé dans le parc du jardin des Tuileries,